# Parque nacional Werakata
El Parque nacional Werakata es un parque nacional en Nueva Gales del Sur (Australia), ubicado a 117 km al norte de Sídney, cerca de la ciudad de Cessnock. Fue decretado en 1999 con el nombre Lower Hunter National Park. En 2002 la superficie del parque creció cuando se anexaron el bosque estatal de Cessnock (4,78 km²) y la sección Tomalpin del bosque estatal de Aberdare (5,31 km²) fueron transferidos. Antes de la creación del parque hubo mucha explotación forestal de eucaliptos y gomeros. Entre las principales actividades que pueden realizar los visitantes están la observación de aves y de la naturaleza en general, especialmente en primavera y realizar recorrido de senderos a pie o en bicicleta.
La región era originalmente utilizada para abastecerse de recursos por los pueblos aborígenes Awabakal, Worimi, Wonnarua, Geegal, Birpai y Darkinjung. El punto más alto del parque es el Monte Tomalpin con 200 m s. n. m.
Se ha observado más de 200 especies de vertebrados terrestres en el área del parque. En el parque habitan varias especies amenazadas, incluyendo:
- ardillas planeadoras
- Pteropus poliocephalus (murciélagos)
- mieleros regentes
- periquitos migradores

## Sendero Astills
Astills trail es un camino circular de aproximadamente 2 km bastante plano que permite ejercitarse y observar la naturaleza al mismo tiempo. Es frecuente observar milanos colicuadrados y agateadores; en la noche nínox ladradores y lechuzas australianas.

## Sedero de bicicletas Deadmans
Es un sendero circular de 8 km a través de un bosque de eucaliptos y gomeros manchados que puede recorrerse en familia.